# Liste der denkmalgeschützten Objekte in Modrava
Grundlage dieser Liste der denkmalgeschützten Objekte in Modrava ist die ÚSKP-Liste (Ústřední seznam kulturních památek České republiky, deutsch Zentrale Liste der Kulturdenkmäler der Tschechischen Republik), die von der tschechischen Denkmalschutzbehörde NPÚ (Národní památkový ústav, deutsch Nationale Denkmalbehörde) seit 1987 geführt wird und an die seit dem Jahr 1850 geschaffenen Listen anschließt.

## Denkmalgeschützte Objekte nach Ortsteilen

### Modrava
| Lage                                                | Objekt               | Beschreibung | ÚSKP-Nr.                  | Bild           |
| --------------------------------------------------- | -------------------- | --- | ------------------------- | -------------- |
| Modrava, Modrava 6, beim Roklansker Bach (Standort) | Säge                 | Säge mit gemauertem Erdgeschoss und Dielenboden, in der Vergangenheit für die Herstellung von Resonanzholz ausgelegt. Wohnhaus mit Fachwerkboden aus dem Jahr 1836 am Sägewerk. | 26060/4-3141 Info Katalog | Säge           |
| Modrava, Modrava 4 (Standort)                       | Klostermannova chata | Ein interessantes Beispiel für eine Touristenherberge, die bemerkenswert gut in die umliegende Natur integriert ist. Beeindruckende moderne Architektur, basierend auf der Tradition der Holzgebäude im Böhmerwald. Eine der ersten Realisierungen und zugleich das einzige bekannte Bauwerk des Architekten Bohuslav Fuchs in Westböhmen. | 11401/4-5083 Info Katalog | weitere Bilder |

### Filipova Huť
| Lage                                        | Objekt    | Beschreibung | ÚSKP-Nr.                  | Bild      |
| ------------------------------------------- | --------- | --- | ------------------------- | --------- |
| Filipova Huť, Filipova Huť Nr. 2 (Standort) | Dům Nr. 2 | Ein einzigartiges Beispiel für ein Gebirgsblockhaus mit historischen Gebäudestrukturen und Grundrissen. Holzhaus zusammen mit einem Backsteinbauernhof unter einem Dach. | 15006/4-3143 Info Katalog | Dům Nr. 2 |